# ایدن مینکس
ایدن مینکس (انگلیسی: Aedin Mincks؛ زادهٔ ۱۰ اکتبر ۲۰۰۰) هنرپیشه اهل ایالات متحده آمریکا است. وی بین سال‌های ۲۰۰۸ تا ۲۰۱۴ میلادی فعالیت می‌کرد.
از فیلم‌هایی که وی در آن نقش داشته است، می‌توان به تد اشاره کرد.